# 浅利晃
浅利 晃（あさり あきら、1959年 - ）は、日本の医学者。専門はヒアルロン酸科学、糖質科学および細胞生物学。
合同会社ポイエーシス代表および海外大学傘下再生医学研究所所長を務める。

## 来歴
秋田県湯沢市に生まれる。筑波大学医学研究科（基礎医学系解剖学）を修了し、博士（医学）を取得した。
東京医科歯科大学、国立病院機構およびアメリカ合衆国のCleveland Clinicなどで研究に従事した。Cleveland ClinicのHascallおよびノーベル財団議長だったUppsala Univ. のLaurentに師事した。

## 人物
1991年に、キヤノンアートラボの『NEN』No.1に随筆「モルフォグラフィア　ファンタスティカ」が掲載された。同年、『SYCO VACCINE』に随筆「波動の記憶」が掲載された。